# Erpeldange, Bous
Erpeldange (franska) (luxemburgiska: Ierpeldeng lyssna (fil), tyska: Erpeldingen) är en ort i kantonen Remich i sydöstra Luxemburg. Den ligger i kommunen Bous, cirka 16 kilometer sydost om staden Luxemburg. Orten har 663 invånare (2022).